# Dicranomyia euernes
Dicranomyia euernes är en tvåvingeart som först beskrevs av Alexander 1964.  Dicranomyia euernes ingår i släktet Dicranomyia och familjen småharkrankar. Inga underarter finns listade i Catalogue of Life.